# Luke Bowanko
Luke Bowanko (Clifton, 13 giugno 1991) è un giocatore di football americano statunitense che gioca nel ruolo di centro per i Baltimore Ravens della National Football League (NFL). Fu scelto nel corso del sesto giro (205º assoluto) del Draft NFL 2014. Al college ha giocato a football all'Università della Virginia.

## Carriera professionistica

### Jacksonville Jaguars
Bowanko fu scelto nel corso del settimo giro del draft 2014 dai Jacksonville Jaguars. Debuttò come professionista subentrando nella settimana 1 contro i Philadelphia Eagles. Due settimane dopo fu schierato per la prima volta come titolare, rimanendolo per tutto il resto della stagione.